# Blood Shed
Blood Shed é um filme de terror produzido nos Estados Unidos e lançado em 2014.